# Nepenthes deaniana
Espèce
Statut de conservation UICN

 NT  : Quasi menacé
Statut CITES
Nepenthes deaniana est une espèce de plantes du genre Nepenthes de la famille des Nepenthaceae.